# الجرفة (السياني)

تعديل مصدري - تعديل

الجرفة محلة تابعة لقرية منزل الفقية، التابعة لعزلة الدامغ بمديرية السياني إحدى مديريات محافظة إب في الجمهورية اليمنية.، بلغ تعداد سكانها 120 حسب تعداد اليمن لعام 2004.